# Bahnhof La Plaine-Stade de France
Der Bahnhof La Plaine-Stade de France ist ein Bahnhof in Saint-Denis. Er liegt in der nördlichen Banlieue von Paris.

## Geschichte
Der Bahnhof wurde 1998 eröffnet, um den Zugang zum neuerbauten Stade de France zu erleichtern.

## Verkehrsprojekte
In der Zukunft soll der Bahnhof Halt der Métrolinie 15 des Grand Paris Express werden. Ein Übergang zur Linie 8 der Pariser Straßenbahn ist vorgesehen.

## Verkehr
Der Bahnhof wird von der Linie B des Réseau express régional d’Île-de-France, dem S-Bahn-System des Großraums Paris, bedient.

## Umgebung
- Canal Saint-Denis
- Stade de France
- Conservatoire national des arts et métiers
- Association française de normalisation